# Arianespace
Arianespace SA is een Frans bedrijf opgericht in 1980. Het bedrijf lanceert de Ariane-raketten waarmee satellieten in een geostationaire baan rond de Aarde gebracht worden. Het bedrijf gebruikt het Centre Spatial Guyanais in Frans-Guyana voor de lanceringen.
Arianespace was de eerste commerciële ruimtetransportonderneming ter wereld. In 2007 had het bedrijf meer dan 50% van de wereldwijde satellietlanceringsmarkt in handen. Sinds 1984 heeft het meer dan 285 lanceringen uitgevoerd. In de periode van 2008 tot en met 2014 werd vijf maal een Automated Transfer Vehicle met een Ariane 5 gelanceerd om het Internationaal ruimtestation ISS te bevoorraden.
Het bedrijf is verantwoordelijk voor de lanceringen van de Europese Vega-raketten vanaf Centre Spatial Guyanais in Frans-Guyana. De eerste lancering van een Vega-raket vond plaats op 13 februari 2012. Van de Vega zijn sinds 2014 zwaardere en lichtere varianten in ontwikkeling. De zwaardere uitvoeringen kunnen op den duur de Euro-Sojoez vervangen. De raketten Vega C en Ariane 6 delen een groot deel van hun techniek, waardoor op de bouw- en ontwikkelingskosten kan worden bezuinigd. De Vega C debuteerde op 13 juli 2022. De Ariane 6 op 9 juli 2024.
Het bedrijf lanceerde ook Russische Sojoez-raketten die aan Europese specificaties zijn aangepast. Vanaf 21 oktober 2011 vonden Sojoez-ST-lanceringen plaats vanaf Centre Spatial Guyanais. Daarvoor werden Russische teams met technici ingevlogen. Na de Russische invasie van Oekraïne in 2022 werden de banden met Rusland verbroken en kwamen de Euro-Sojoez-lanceringen tot een eind.
Arianespace heeft zijn hoofdkwartier in Évry, net buiten Parijs. Daarnaast heeft het bedrijf kantoren in Washington, D.C., Singapore en Tokio. Arianespace heeft 292 werknemers en had in 2007 een omzet van 919 miljoen euro. Stéphane Israël is sinds 2013 voorzitter en CEO van Arianespace. Daarvoor was Jean-Yves Le Gall van 2002 tot 2013 de voorzitter en CEO van het bedrijf.
Het bedrijf heeft 24 aandeelhouders uit 10 Europese landen, waaronder drie aandeelhouders uit België en een uit Nederland. Belangrijkste aandeelhouder is de nationale Franse ruimtevaartorganisatie Centre National d'Études Spatiales (CNES), dat 32,53% van het bedrijf in handen heeft.
Arianespace is sinds 2015 een dochteronderneming van ArianeGroup, een joint-venture van Safran en Airbus, het bedrijf dat de Arianeraket bouwt.
Op 25 september 2018 lanceerde Arianespace zijn 300e raket en tevens de 100e Ariane 5.
In februari 2020 heeft Arianespace voor het eerst een Sojoez vanaf Kosmodroom Bajkonoer gelanceerd en in december 2020 voor het eerst vanuit Kosmodroom Vostotsjny. Ook dit project eindigde in 2022.
Op 25 december 2021 lanceerde Arianespace de James Webb-ruimtetelescoop, de opvolger van de Hubble-telescoop. Dit gebeurde met een Ariane 5-raket vanaf Centre Spatial Guyanais.
Op 19 december 2024 werd het aanstaande vertrek van CEO Stéphane Israël bekendgemaakt. Hij wordt op 1 januari 2025, na elf jaar, opgevolgd door David Cavaillolès.